# Conseil de surveillance
 (avril 2018).
Le conseil de surveillance est un organe non-exécutif ayant pour mission de veiller au bon fonctionnement d'une entreprise et d'en rendre compte aux actionnaires.
En France, le conseil de surveillance est, avec le directoire (le conseil d'administration), l'un des deux organes de gouvernance d'une société anonyme ayant choisi la structure « à l'allemande ».

## Fonctionnement
Le conseil de surveillance est composé de trois à dix-huit membres, dont la moitié au moins doit être présente lors d'une séance. 
En cas d'égalité lors d'un vote, la voix du président est prépondérante.
Les membres du conseil de surveillance sont désignés par les actionnaires pour une durée précisée dans les statuts, de six ans au maximum. Les premiers membres (lors de la création de la société) le sont pour trois ans. Tous sont rééligibles.
Un membre du conseil de surveillance n'est plus nécessairement actionnaire de la société, mais ne peut pas être en même temps membre du directoire. Il peut être salarié de la société, ou encore une personne morale (représentée par un mandataire). Leur révocation peut se faire à tout moment par une assemblée générale des actionnaires.
Une limite d'âge peut être précisée dans les statuts. À défaut, cette limite est de soixante-dix ans pour le tiers des membres.
Le conseil de surveillance se réunit au minimum de façon trimestrielle.
Il doit se doter lui-même d’un règlement intérieur et d'un président.
Le rôle du président du conseil de surveillance est essentiellement de diriger les séances et de garder un contact régulier avec le directoire pour être informé sans délai des événements exceptionnels nécessitant éventuellement une réunion extraordinaire du conseil de surveillance. 
Une somme annuelle est déterminée par les actionnaires pour rémunérer les membres du conseil de surveillance, qui se la répartissent.
- Contrôle : À toute époque de l'année, il opère les vérifications et contrôles qu'il juge opportuns et se fait communiquer les documents qu'il estime utiles pour l'accomplissement de sa mission. Il  délibère sur la stratégie générale de la société qui est soumise à son approbation.